# Sterilisatie (economie)

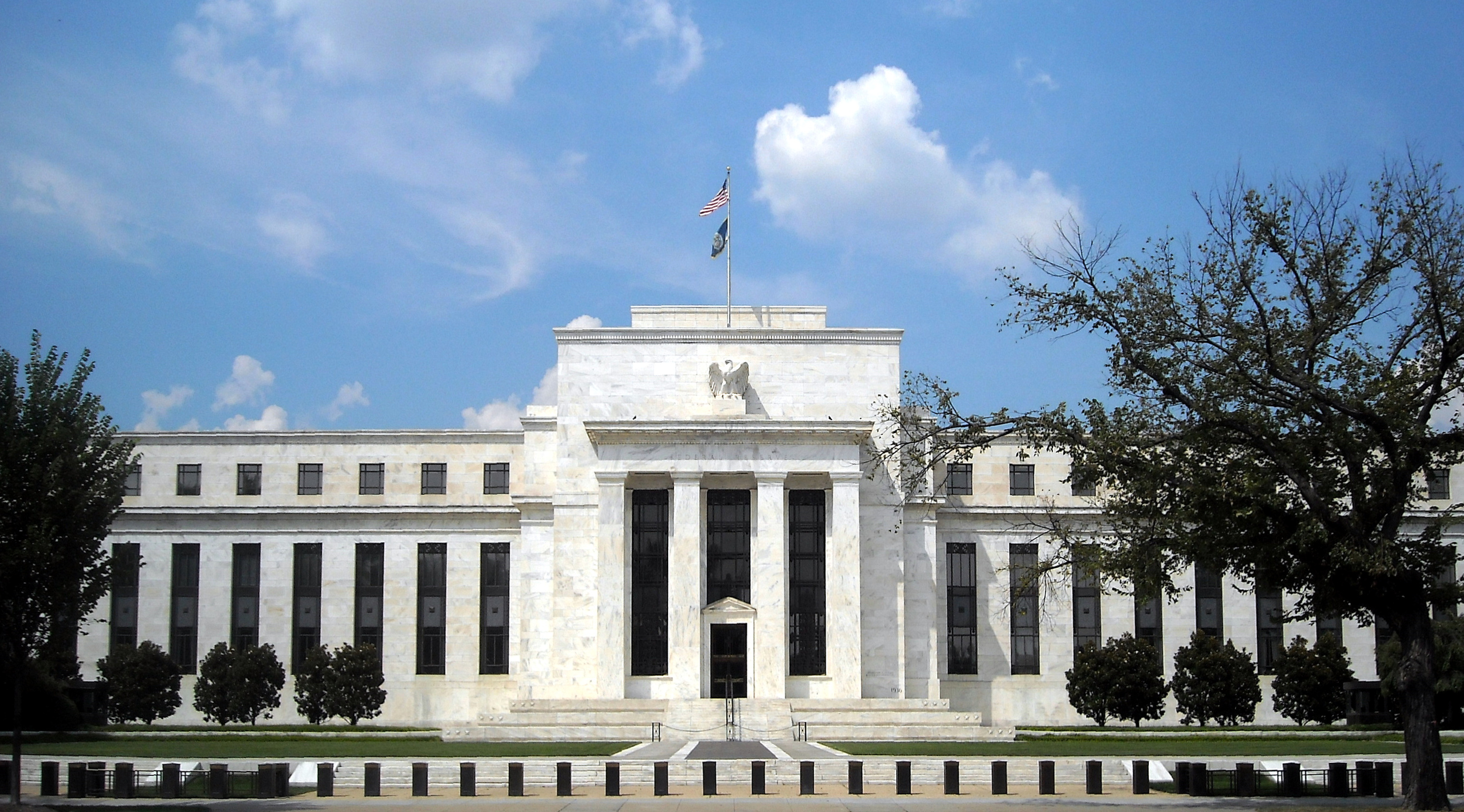
De Federal Reserve - De Amerikaanse Centrale Bank maakte gebruikt van sterilisatie in het financieel gezien onrustige interbellum in de aanloop naar de Grote Depressie.

In het monetair beleid verwijst sterilisatie naar de acties van de centrale bank van een staat om de effecten op het geldaanbod tegen te gaan, die door een betalingsbalans-overschot of tekort worden veroorzaakt. Het kan hierbij om openmarktoperaties gaan, die door de centrale bank worden uitgevoerd met als doel het neutraliseren van de impact van geassocieerde valutatransacties. Het tegengestelde van sterilisatie is niet-gesteriliseerde interventie, waar de monetaire autoriteiten de binnenlandse geldhoeveelheid en de interne balans van hun land niet tegen buitenlandse valuta-interventies isoleren. 
Sterilisatie wordt meestal gebruikt in de context van een centrale bank die in actie komt om potentieel schadelijke effecten van kapitaalinstroom tegen te gaan. Voorbeelden van deze schadelijke effecten zijn valuta-appreciatie en inflatie. Beide kunnen het concurrentievermogen van de export van een land in ernstige mate verminderen. Meer in het algemeen kan het begrip sterilisatie verwijzen naar enige vorm van monetair beleid dat tot doel heeft om de binnenlandse geldhoeveelheid ongewijzigd te houden, ondanks externe schokken of andere wijzigingen, met inbegrip van uitgaande kapitaalstromen uit het betrokken gebied (in het algemeen een land).
In de tweede helft van de 20e eeuw, werd sterilisatie soms geassocieerd met inspanningen van de monetaire autoriteiten om de waarde van hun munt te "verdedigen". In de jaren 1930 en in de periode vanaf 2008 wordt sterilisatie meestal in verband gebracht met inspanningen van landen met een overschot op de betalingsbalans om revaluatie van hun valuta te voorkomen.

## Voetnoten
1. ↑   Paul Krugman en Maurice Obstfeld, "International Economics, Theory and Policy", Addison Wesley, 2003, 6e editie, blz. 488-89.